# 布里地区沙伊
布里地区沙伊（法語：Chailly-en-Brie，法語發音：[ʃaji ɑ̃ bʁi] ⓘ），或纯音译作沙伊昂布里，是法国法蘭西島大區塞纳-马恩省的一个市镇，属于莫城区。

## 地理
布里地区沙伊（48°47'25"N, 3°7'23"E）面积17.36 平方千米，位于法国法蘭西島大區塞纳-马恩省，该省份为法国北部内陆省份，北起瓦兹省，西接埃松省、马恩河谷省、塞纳-圣但尼省和瓦兹河谷省，南至卢瓦雷省，东南接约讷省，东临马恩省和奥布省，东北接埃纳省。
与布里地区沙伊接壤的市镇（或旧市镇、城区）包括：绍夫里、圣西梅翁、阿米伊、布瓦西勒沙泰勒、庫洛米耶、布里地区马罗勒、博泰伊-桑。

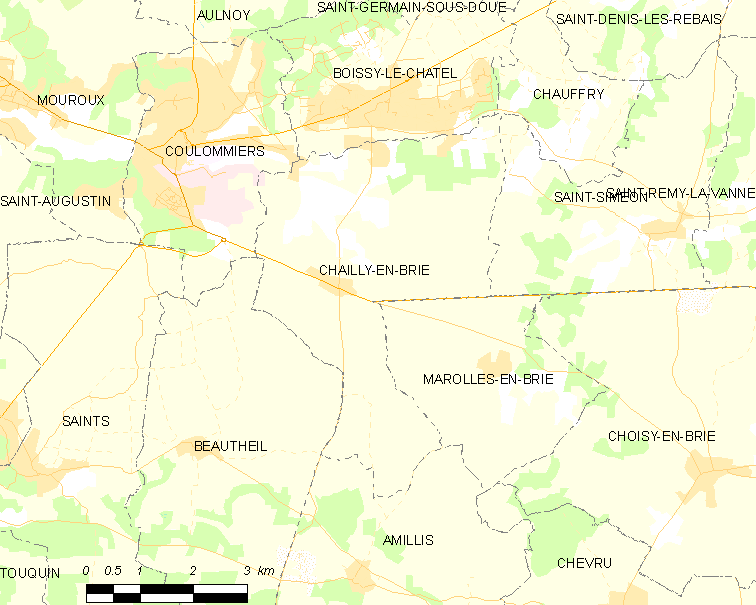
布里地区沙伊的OSM定位图

布里地区沙伊的时区为UTC+01:00、UTC+02:00（夏令时）。

## 行政
布里地区沙伊的邮政编码为77120，INSEE市镇编码为77070。

## 政治
布里地区沙伊所属的省级选区为库洛米耶县。

## 人口

1962-2008年间布里地区沙伊人口变化图示

布里地区沙伊于2022年1月1日时的人口数量为1557人。